# Aleksandra Szczygłowska
Aleksandra Szczygłowska, född 22 mars 1998 i Elbląg, är en polsk volleybollspelare (libero) som spelar för KS Developres Rzeszów. Szczygłowska var en del av Polens landslag vid VM 2022.

## Karriär
Szczygłowska började spela volleyboll som tioåring i den lokala klubben Truso Elbląg. Hon spelade därefter som junior även för Orzeł Elbląg. Inför säsongen 2017/2018 gick Szczygłowska till Budowlani Toruń i polska högstaligan. Därefter spelade hon mellan 2018 och 2020 för UNI Opole i andraligan. Inför säsongen 2020/2021 gick Szczygłowska till BKS Stal Bielsko-Biała.
Inför säsongen 2021/2022 gick Szczygłowska till KS Developres Rzeszów. Under sin första säsong i klubben vann hon både polska supercupen och polska cupen.

## Klubbar
Juniorklubbar
- MKS Truso Elbląg
- KS Orzeł Elbląg

Seniorklubbar
- Budowlani Toruń (2017–2018)
- UNI Opole (2018–2020)
- BKS Stal Bielsko-Biała (2020–2021)
- KS Developres Rzeszów (2021–)

## Meriter
KS Developres Rzeszów
- Polska mästerskapet
  -  Silver 2022

- Polska cupen
  -  Guld 2022

- Polska supercupen
  -  Guld 2021